# ワーナー・ウェステンラ (第2代ロスモア男爵)
第2代ロスモア男爵ワーナー・ウィリアム・ウェステンラ（英語: Warner William Westenra, 2nd Baron Rossmore、1765年10月14日 – 1842年8月10日）は、アイルランド王国出身の貴族、政治家。1800年にアイルランド庶民院議員を、1801年に連合王国庶民院議員を務めた。

## 生涯
アイルランド庶民院議員ヘンリー・ウェステンラ（1742年1月12日 – 1801年3月）と妻ハリエット（Harriet、旧姓マレー（Murray）、アイルランド庶民院議員ジョン・マレーの五女）の息子として、1765年10月14日にキングス・カウンティ（現オファリー県）で生まれた。オズウェストリー・スクールで教育を受けた後、1783年12月1日にダブリン大学トリニティ・カレッジに進学した。
1800年8月、母の姉フランシス・ケアンズ（Frances Cairnes、1733年ごろ – 1820年12月3日）の夫にあたる初代クラーモント伯爵ウィリアム・フォーテスキューと政府の支持を受けて、モナハン・カウンティ選挙区の補欠選挙でアイルランド庶民院議員に当選した。アイルランド王国とグレートブリテン王国の合同を支持したという。1801年、2王国の合同に伴い連合王国議会が設立されると、モナハン選挙区の代表として連合王国庶民院議員を続投した。連合王国庶民院では政府を支持した。同1801年8月6日に母の姉エリザベス（1732年ごろ – 1824年12月23日）の夫にあたる初代ロスモア男爵ロバート・カニンガムが死去すると、アイルランド貴族であるロスモア男爵位を特別残余権（special remainder）に基づき継承した。アイルランド貴族代表議員選挙への投票権は1804年3月4日に承認された。
アイルランド総督の第4代リッチモンド公爵チャールズ・レノックス（在任：1807年 – 1813年）により400ポンドの年金を与えられた後、アイルランド貴族代表議員への選出を望んだが、叶わなかった。
爵位継承以降もモナハン選挙区での選挙活動に関わり、1807年11月と1813年4月に行われた補欠選挙で弟ヘンリーを推し、たが、2度ともに失敗に終わり、モナハン選挙区でウェステンラ家の候補が当選するのは1818年イギリス総選挙（ロスモア男爵の長男ヘンリー・ロバート・ウェステンラ）のこととなった。以降ヘンリー・ロバートは再選を繰り返したが、1826年イギリス総選挙ではカトリック解放問題を争点とした激しい選挙戦になり、17,000ポンドも費やすはめになった。
1805年から1842年までモナハン県首席治安判事を、1831年10月7日から1836年までモナハン統監を務めた。1830年イギリス総選挙で第11代ブレイニー男爵アンドルー・ブレイニーの裏切りに遭ってヘンリー・ロバートが落選した後、ブレイニーが野党に留まったのに対し、ヘンリー・ロバートが与党を支持した結果としての任命だった。
1838年戴冠式記念叙勲の一環として、1838年7月7日に連合王国貴族であるモナハン県におけるモナハンのロスモア男爵に叙された。
1842年8月10日にロスモア・パークで死去、16日にモナハン教区教会に埋葬された。長男ヘンリー・ロバートが爵位を継承した。

## 家族
1791年10月3日、メアリー・アン・ウォルシュ（Mary Anne Walsh、1807年8月12日没、チャールズ・ウォルシュの娘）と結婚、5男1女をもうけた。
- ヘンリー・ロバート（英語版）（1792年8月24日 – 1860年12月1日） - 第3代および第2代ロスモア男爵[2]
- チャールズ（1794年11月14日 – ?） - 夭折[9]
- リチャード（1796年2月21日 – 1838年6月9日） - 1822年6月8日、ヘンリエッタ・スコット（Henrietta Scott、1860年4月没、ヘンリー・オーウェン・スコットの娘）と結婚、子供あり[9]
- ジョン・クレイヴェン（英語版）（1798年3月31日 – 1874年12月5日） - 庶民院議員。1834年3月31日、イリナ・メアリー・ジョリフ（Eleanor Mary Jolliffe、1838年12月17日没、ウィリアム・ジョリフの娘）と結婚。1842年7月23日、アン・ドービュ（Anne Daubuz、1882年7月5日没、ルイス・チャールズ・ドービュの娘）と再婚、1女をもうけた[10]
- チャールズ（1800年8月23日 – ?） - 生涯未婚[10]
- マリーアン（Marianne、1801年8月16日 – 1844年2月14日） - 1824年7月17日、サミュエル・ジスト・ジスト（Samuel Gist Gist、1795年 – 1845年9月21日）と結婚[9]

1819年6月3日、オーガスタ・チャータリス（Augusta Charteris、1840年7月28日没、エルホー卿フランシス・チャータリスの娘）と再婚した。